# Phragmatobia subnigra
Phragmatobia subnigra là một loài bướm đêm thuộc phân họ Arctiinae, họ Erebidae.